# Università dei Santi Cirillo e Metodio di Trnava
L'Università dei Santi Cirillo e Metodio di Trnava (in slovacco: Univerzita svätého Cyrila a Metoda v Trnave) con sede a Trnava in Slovacchia è un'università pubblica, fondata con apposita legge del 27 giugno 1997. Da non confondere con l'Università di Trnava fondata nel 1992.

## Facoltà
L'Università si articola nelle seguenti facoltà:
- Comunicazione dei mezzi di massa
- Filosofia
- Istituto di fisioterapia, balneologia e riabilitazione
- Scienze naturali
- Scienze sociali

## Rettori
- Ján Szelepczényi (1997 – 1998)
- Želmíra Bezáková - facente funzione (1998 – 1999)
- Ján Podolák (1999 – 2002)
- Eduard Kostolanský (2002 – 2010)
- Jozef Matúš (2010 – 2017)
- Jozef Lehotay - facente funzione (2017 – 2018)
- Roman Boča (2018 – 2022)
- Katarína Slobodová Nováková, dal 2022